# سنجش‌های کشت سلولی
سنجش‌های کشت سلولی (به انگلیسی: cell culture assays) در آزمودن مواد زیستی، سنجش کشت سلول روشی است که برای ارزیابی سمیت مواد استفاده می‌شود. این روش‌ها به ارزیابی برون تنی (in vitro، درون آزمایشگاهی) مواد و اثرات مستقیم و غیر مستقیم آن‌ها می‌پردازند. در اثر مستقیم، مقادیری از مواد شیمیایی سمی که در کشت سلولی آزاد می‌شود و در اثر غیرمستقیم، قابلیت مهار مسیرهای متابولیکی سلول مد نظر قرار می‌گیرد. ارزیابی‌های کشت سلولی پیش زمینه تمام مطالعات حیوانی و روشی برای تشخیص میزان سمیت سلولی مواد هستند. سنجش‌های کشت سلولی به وسیلهٔ ASTM, ISO و BSI (مؤسسه استاندارد بریتانیا) استانداردسازی شده‌اند.

## روش‌ها

### روش تماس مستقیم
1. یک لایه پیوسته از فیبروبلاست در ظرف (پلیت) کشت آماده می‌شود.
2. محیط کشت قدیمی سلول حذف می‌شود.
3. محیط تازه اضافه می‌شود.
4. ماده مورد سنجش روی محیط کشت قرار گرفته و برای ۲۴ ساعت در دمای ۳۷ درجه سلسیوس گرمخانه گذاری می‌شود.
5. ماده حذف می‌شود.
6. محیط کشت حذف می‌شود.
7. سلول‌های باقی مانده تثبیت (فیکس) می‌شوند، سلول‌های مرده در طول فرایند تثبیت از بین می‌روند و تنها سلول‌های زنده رنگ آمیزی می‌شوند.
8. سمیت ماده به وسیلهٔ عدم حضور سلول‌های رنگ آمیزی شده اطراف ماده نشان داده می‌شود.

### روش آگار دیفیوژن (Agar diffusion)
1. یک لایه پیوسته از فیبروبلاست در ظرف (پلیت) کشت آماده می‌شود.
2. محیط کشت قدیمی حذف می‌شود.
3. سلول‌های پوشیده شده با یک محلول آگار ۲٪ که معمولاً حاوی رنگ قرمز زنده است پوشیده می‌شوند.
4. سلول‌ها در آگار پخش می‌گردند. پس از سرد شدن آگار می‌بندد (به شکل منسجم در می‌آید)
5. سپس ماده روی سطح آگاردار قرار گرفته و به مدت ۲۴ ساعت در ۳۷ درجه سلسیوس گرمخانه گذاری می‌شود.
6. سلول‌های زنده رنگ زنده (حیاتی) را جذب و حفظ می‌کنند ولی سلول‌های مرده این کار را انجام نمی‌دهند.
7. سمیت مواد به وسیلهٔ از دست دادن رنگ زنده در زیر و اطراف ماده ارزیابی می‌شود.
8. مشاهده در زیر استریوسکوپ نیز برای ارزیابی تقابل ماده با سلول لازم است.

### روش شستشو
1. یک لایه پیوسته از فیبروبلاست در ظرف (پلیت) کشت آماده می‌شود.
2. عصاره مواد مورد سنجش با استفاده از سرم فیزیولوژی یا محیط بدون سرم آماده می‌شود (به‌طور کلی روش دوم ترجیح داده می‌شود).
3. شرایط عصاره گیری متناسب با نوع مواجهه (تماس) سلول‌ها در محیط برون تنی انتخاب می‌شود.
4. عصاره روی سلول‌ها قرار گرفته و به مدت ۴۸ ساعت در دمای ۳۷ درجه سلسیوس گرمخانه گذاری می‌شود.
5. پس از ۴۸ ساعت، سمیت با استفاده از یک رنگ آمیزی سلول‌های زنده یا رنگ آمیزی هیستوشیمیایی ارزیابی می‌شود.

هریک از این روش‌ها مزایا و معایب خاص خود را دارد. تعدادی از روش‌ها نیز نسبت به سایر روش‌ها برای کاربردهای خاصی مناسب تر هستند. برای مثال روش تماس مستقیم شرایط بسیار مشابه به محیط فیزیولوژی ارائه می‌دهد. روش دیفیوژن آگار برای مواد با تراکم بالا مناسب است اما یک خطر جدی وجود دارد و آن این است که زمانی که سلول‌ها با آگار پوشیده می‌شوند به شوک گرمایی می‌روند. روش شستشو برای زمانی که نیاز به گرمخانه گذاری اضافی داریم مناسب است، اما مراحل و زمان بیشتری برای آماده‌سازی چنین تستی لازم است.
آزمایشات درون شیشه ای (in vitro) مواد، اطلاعات اساسی در مورد رفتاری که مواد در تماس با سلول‌های زنده دارند نشان می‌دهد اما نمی‌تواند عملکرد یک ماده را درون بدن تعیین یا حتی به دقت پیش‌بینی کند.